# Eumecurus gyaura
Eumecurus gyaura är en insektsart som först beskrevs av Dlabola 1957.  Eumecurus gyaura ingår i släktet Eumecurus och familjen kilstritar.
Artens utbredningsområde är Turkiet. Inga underarter finns listade i Catalogue of Life.